# Ariobarzanes III da Capadócia
Ariobarzanes III, cognominado Êusebes Filorromano (em grego clássico: Ἀριοϐαρζάνης Εὐσεϐής Φιλορώμαιος, Ariobarzánēs Eusebḗs Philorṓmaios, Piedoso, admirador de Roma), foi o rei da Capadócia de aproximadamente 51 a.C. até 42 a.C. Sua ancestralidade era persa e grega. O senado romano concordou que ele deveria ser o sucessor de seu pai, Ariobarzanes II da Capadócia, e Cícero, governador de Cilícia, notou que ele estava cercado por inimigos que incluía sua mãe Atenais.
Originalmente  plenamente favorável a Pompeu, apesar do custo, foi mantido em sua posição depois que Júlio César venceu a guerra civil em Roma, mesmo ganhando território, com a adição da Armênia Menor. Em 42 a.C., o libertador Cássio Longino mandou executá-lo, porque ele não queria mais permitir a intervenção romana em seu reino. Seu irmão e sucessor foi Ariarates X.